# 斯特西 (明尼蘇達州)
斯特西（英語：Stacy）是一個位於美國明尼蘇達州奇薩戈縣的城市。

## 人口
根據2020年美國人口普查的數據，斯特西的面積為8.54平方千米，當中陸地面積為8.37平方千米，而水域面積為0.17平方千米。當地共有人口1703人，而人口密度為每平方千米199人。